# Danken
株式会社danken（ダンケン）は、鹿児島県でパン屋やカフェなどを展開する外食産業企業である。

## 概要
2000年に正浩一郎が実家の米屋を改装し、パン屋「Backerei danken」を始めた。枠にとらわれず常に進化し続けワクワクする会社を目指している。

### 経営理念
Take actions right now for everyone’s smile.
Keep on trying with working on myself,
Share the pleasure with our partner.
すべての人の笑顔の為にすぐ行動　仲間と共に成長し続け共に分かち合う

## 沿革
- 1958年（昭和33年）6月 - 「有限会社正商店」を設立（米屋）。
- 2000年（平成12年）10月 - 「Backerei danken」を開業。
- 2009年（平成21年）5月 - 現在の「株式会社danken」へ社名変更

## 店舗

### Backerei danken
- 中央店
- 紫原店
- 吉野店
- 谷山店
- 東開ホルツ店[2]

### Backen
- 天文館店[3]

### danken COFFEE
- 天文館店
- POLDER Terrace 東開店
- イオンモール鹿児島店
- 中山店[4]
- IKEDAKO PAX店
- イオンかのや店

### Andenken.CO.,LTD.
- 吉野店
- 永吉店
- アミュプラザ店
- 東開ホルツ店
- イオンかのや店